# Jefferson (Ohio)
Jefferson település az Amerikai Egyesült Államok Ohio államában, Ashtabula megyében, melynek megyeszékhelye is. Lakosainak száma 3226 fő (2020. április 1.).

## Népesség
A település népességének változása:

| 2010 | 3 120 |
| 2020 | 3 226 |